# Euploea helcita
Euploea helcita är en fjärilsart som beskrevs av Jean Baptiste Boisduval 1859. Euploea helcita ingår i släktet Euploea och familjen praktfjärilar. Inga underarter finns listade i Catalogue of Life.